# Washington Tais
Washington Tais (Montevideo, 21 de desembre de 1972) és un exfutbolista uruguaià, que ocupava la posició de defensa.

## Carrera esportiva
Va militar al Peñarol del seu país natal, així com al Racing de Santander i el Reial Betis de la lliga espanyola.
Amb la selecció de l'Uruguai, Tais va disputar 18 partits. També va participar en el Mundial juvenil de 1991.